# Republika Reńska

Flaga Republiki Reńskiej

Republika Reńska (niem. Rheinische Republik) – separatystyczny, krótkotrwały twór na obszarze Nadrenii. Proklamowana w październiku 1923, zlikwidowana w lutym 1924.
Po I wojnie światowej w Nadrenii pod okupacją francuską i przy wsparciu francuskim rozwijał się ruch separatystyczny. Planowano oderwanie Nadrenii od Prus i utworzenie odrębnego kraju Rzeszy. Podczas hiperinflacji w 1923 r, ówczesny burmistrz Kolonii Konrad Adenauer i arcybiskup Josef Schulte planowali emisję odrębnej nadreńskiej waluty. Skrajni separatyści w okresie wrzesień 1923 – styczeń 1924 pod przywództwem Adama Dortena opanowali władzę w kilku nadreńskich miastach, takich jak: Düsseldorf, Akwizgran, Wiesbaden, Trewir, Moguncja, Bonn.